# 트레버소돈
트레버소돈(Traversodon)은 남아공에서 발견된 키노돈트이며 루앙와와 함께 트레버소돈아과를 구성한다. 모식종이자 현재 유일한 종은 트레버소돈 스타흘레케리(T. stahleckeri)으로, 1936년 프리드리히 폰 후에네에 의해 발견 및 명명 되었다.
1. ↑  Barberena, Mario (1981년 12월 31일). “Novos Materiais de Traversodon Stahleckeri da Formação Santa Maria (Triássico do Rio Grande do Sul)”. 《Pesquisas em Geociências》 (포르투갈어) 14 (14): 149–162. doi:10.22456/1807-9806.21737. ISSN 1807-9806.